# Dendroclimatologie

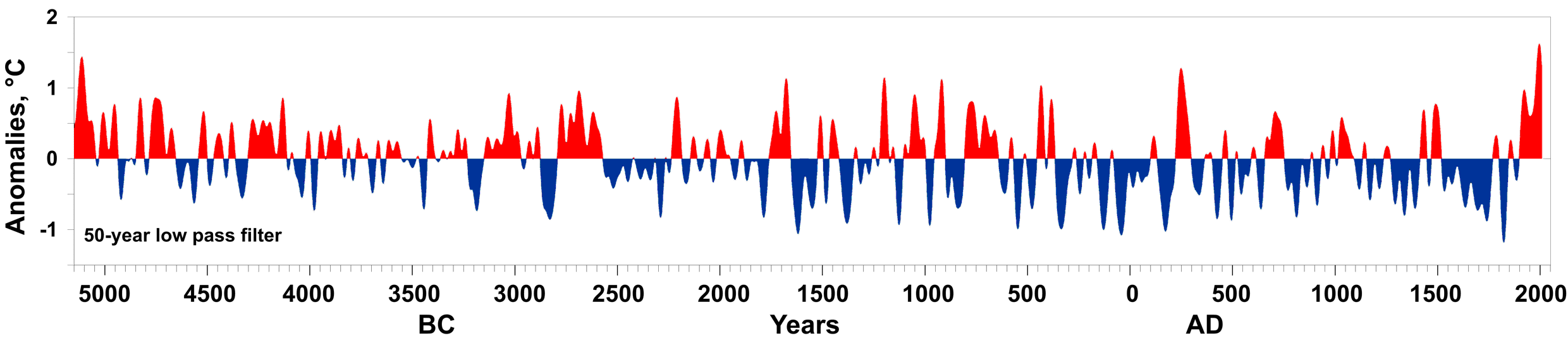
Variation de la largeur de cernes de croissance de pins vivant sur la Péninsule de Yamal (zone arctique) sur 7000 ans ; En zone arctique sibérienne, le réchauffement observé depuis un siècle environ ne s'est pas traduit par une augmentation de l'épaisseur des cernes du bois (graphique : variations de température estivale sur la base d'échantillons dendrochonologiques venant de bois morts de l'holocène et de conifères sibériens encore vivants

La dendroclimatologie est la science qui à partir de l’étude des cernes annuels de croissance des arbres (ou d'autres plantes ligneuses) étudie les climats passés (paléoclimatologie) et le changement climatique en cours

## Principes
La dendroclimatologie se base principalement sur deux propriétés des anneaux de croissance du bois : 
- Ils sont plus larges quand les conditions environnementales favorisent leur croissance, plus étroits quand les temps sont difficiles pour l'arbre ;
- la densité maximale du bois final (ou MXD pour « maximum latewood density ») se montre encore plus intéressante que la simple largeur des cernes. Elle a permis de reconstituer de nombreux climats locaux depuis des siècles et jusqu'à milliers d’années.

La corrélation du climat local (température, pluviométrie...) avec la largeur des cernes (et d'autres facteurs d'influences) ont été vérifiés par des études faite sur des arbres ayant vécu depuis que l'on mesure précisément la température de l'air et la pluviométrie, y compris en zone froide (où un phénomène de décorrélation a été repéré dans la Taïga) et en zone aride (en zone péri saharienne notamment, où on a pu à l'occasion montrer d'une part que les croissances du blé et des arbres ne sont pas corrélés, et d'autre part que les sécheresses sont en Algérie plus intenses et fréquentes depuis la fin du XXe siècle, et enfin que la pluviométrie est un facteur majeur d'influence, plus que la température ; elle atteint environ 75 % des variations de largeur de cernes du pin Pinus halepensis ; d'après la dendroclimatologie le record de durée de sécheresse est en Algérie de cinq ans (1877–1881).
En combinant les études sur les cernes avec des études de dendrochimie, dendrobiochimie et d’autres données indirectes sur le climat, les scientifiques peuvent reconstituer plus finement les climats locaux, régionaux et mondiaux passés (paléoclimatologie).
La dendrochimie et les analyses isotopiques permettent d'obtenir des résultats encore plus précis, conduisant à une nouvelle discipline, la dendroécologie

## Avantages
Les cernes de croissance d’arbre sont des indices du climat passé, au moins pour les raisons suivantes : 
- ils permettent souvent de bien dater l'arbre ou son bois (via la dendrochronologie, par la correspondance des anneaux d’échantillon à échantillon, qui permet de reconstruire le passé en utilisant des échantillons d'arbres morts depuis longtemps, récupérés dans les bâtiments ou meubles anciens ou lors de fouilles archéologiques).
- En zone froide à tempérée, ils sont clairement démarqués par incréments annuels, ce qui n’est généralement pas le cas des investigations faites par forages dans les tourbières, les sédiments de lacs ou marins, les glaces…
- ils réagissent à de multiples effets climatiques (température, humidité, nébulosité, inondation/sécheresse, phytopathologie, apports environnemental de métaux ou métalloïdes toxiques…de sorte que divers aspects du climat (pas seulement la température) peuvent être conjointement étudiés.

Cependant des sources potentielles de confusion sont à prendre en compte.

## Limitations
Les facteurs limitants peuvent par exemple être :
- une couverture géographique insuffisante ;
- l’absence d’arbre (en altitude, dans le désert) ;
- une résolution annulaire difficile ou impossible dans certains bois de la zone équatoriale ou tropicale où les cernes peuvent être absents ou plus difficiles à interpréter ;
- les difficultés de collecte de bois très anciens.
- des facteurs de confusion (climatiques et non-climatiques) qui peuvent notamment être des effets non linéaires du climat sur les cernes.

Le champ scientifique de la dendroclimatologie utilise plusieurs méthodes pour s’adapter partiellement à ces défis. En particulier ces risques de confusion et les risques d’erreurs qui en découlent se réduisent quand le nombre d’échantillons étudiés augmente.
Des moyens d’isoler certains facteurs uniques (d’intérêt) existent, par exemple 
- des études botaniques permettant, en y incluant des paramètres hydrométéorologiques de « calibrer » différentes influences des facteurs climatiques (température, précipitations, ensoleillement et vent) sur la croissance des cernes ;
- des choix adaptés d’échantillonnage, au sein de « peuplements représentatifs » (ceux censés répondre principalement à la variable d’intérêt). Pour différencier les facteurs climatiques en cause dans une séquence temporelle de cernes, les scientifiques collectent des informations à partir de "peuplements représentatifs » ou en situation extrême ou limite (par exemple limite forestière en altitude ; là, les arbres sont - plus qu’ailleurs - affectés par des températures hivernales glaciales (facteur plus "limitant" que la variation des précipitations, l’eau étant plutôt en excès à cette altitude). Inversement, les changements de précipitations devraient davantage marquer des peuplements d’arbres situés aux lignes de démarcation des altitudes plus basses. Ce n'est pas une solution parfaite, car de nombreux facteurs ont toujours un impact sur les arbres, même au niveau du « peuplement limitant », mais cela aide. En théorie, la collecte d’échantillons dans des peuplements limitrophes (par exemple limitrophes des limites supérieures et inférieures d'une même montagne) devrait permettre de résoudre mathématiquement de multiples facteurs climatiques.

## Facteurs non-climatiques
Ce sont notamment le sol, l'âge de l’arbre, l'occurrence et l'intensité d'incendies, la concurrence entre arbres, les différences génétiques, l'exploitation forestière ou toute autre perturbation humaine significative, ou encore l'impact des herbivores (en particulier le pâturage des bisons, moutons, chèvres) ou autre animaux capable d'écorcer le tronc de certains arbres, les infestations de ravageurs, les maladies et la concentration de CO2, d’ozone ou de polluant acide (SOx.)… 
Pour éliminer les facteurs de confusion qui varient de manière aléatoire dans l'espace (d’un arbre à l’autre ou d’une parcelle à l’autre), une solution est de collecter suffisamment de données (⇒ davantage d'échantillons) pour compenser le « bruit » (la source de confusion). 
L’âge des arbres est corrigé avec diverses méthodes statistiques : soit en ajustant les courbes splines à l’enregistrement global, soit en utilisant des arbres âgés similaires pour la comparaison sur différentes périodes (normalisation des courbes régionales). Un examen minutieux et une sélection de site aident à limiter certains effets de confusion, par exemple, le choix de sites aussi peu perturbés que possible par l'homme moderne.

## Effets non linéaires
En général, les climatologues supposent une dépendance linéaire de la largeur de l'anneau à une variable d'intérêt (par exemple, l'humidité). Cependant, en deçà ou au-delà de certains seuils physiologiques de l'arbre, quand et si la variable change suffisamment, la réponse peut se stabiliser voire se retourner (trop de chaleur ou trop d'humidité ou trop de CO2 au-delà d'un certain seuil induit une diminution de croissance de l'arbre. 
Des interactions entre facteurs sont possibles, qui peuvent alors induire des réponses non linéaires dans la croissance de l'arbre (ex :  "température x précipitations"). Ici aussi, l'étude du "peuplement limite" aide à isoler une variable d'intérêt. 

## Inférences botaniques pour corriger les facteurs de confusion
Les études et expériences botaniques aident à estimer l’impact des variables confusionnelles et parfois orientent les corrections correspondantes. 
Ces expériences incluent :
1. des études où toutes les variables de croissance sont contrôlées (par exemple dans une serre) ;
2. des études avec contrôle partiel (ex : expériences FACE [Amélioration de la concentration en air libre]) ;
3. des études dans la Nature, où les facteurs de confusion sont étudiés et surveillés.

Dans tous les cas, il faut que plusieurs facteurs de croissance soient très soigneusement enregistrés afin de déterminer leurs  effets précis sur la croissance, seuls et en interaction avec d'autres facteurs. Avec cette information, la réponse de la largeur des cernes peut être plus précisément comprise et les inférences des cernes historiques (non surveillés) deviennent plus certaines. En principe, cela ressemble au principe du support limitant, mais il est plus quantitatif, comme un étalonnage.

## Problème de divergence

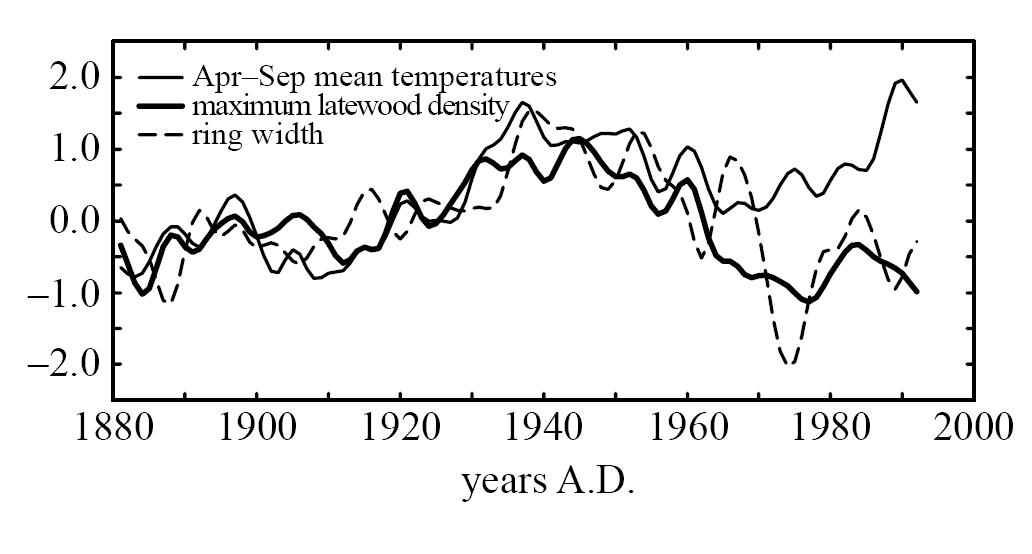
Variations (tracé lissés, sur 20 ans) de largeur moyenne des anneaux de croissance (courbe en pointillés) et de leur densité moyenne (trait épais), sur tous les sites, et représentés sous forme d'anomalies normalisées à partir d'une base commune (1881-1940), et comparés (pour des zones équivalentes) aux anomalies de température moyennes de la période de croissance des arbres (avril à septembre), en trait continu mince. D'après Briffa & al. (1998)

Dans le domaine de la dendroclimatologie, on dit qu'il y a anomalie de divergence quand les courbes de températures "instrumentales" (c'est-à-dire mesurées par les thermomètres) divergent des températures enregistrées dans les cernes de croissance du bois, telles que reconstituées à partir de la densité du bois final et/ou de la largeur des séries de cernes des arbres.

### Localisation
Ce phénomène n’a été observé que dans des zones d’extrême climatique (taïga, en zone arctique) : là les thermomètres montrent une tendance substantielle au réchauffement, notamment depuis le milieu du XXe siècle et plus encore depuis la fin de ce siècle, mais l'analyse des cernes d'arbres ne montrent pas les modifications attendues de leur densité maximale de bois final, ni parfois de largeur des cernes, faisant que la dendroclimatologie ne fonctionne plus dans ce contexte géoclimatique spécifique, pour les dates comprises entre 1960 et nos jours. Durant cette période récente, les cernes n’épaississent pas comme on s’y attendrait dans un contexte de réchauffement ; si l’on ne se fiait dans ces régions qu’à l'observation visuelle des cernes des arbres, on penserait que - depuis les années 1950 -  il n’y a pas de réchauffement, alors que les mesures de température faites in situ par les stations météorologiques ou d'autres instrumentations ne laissent pas de doutes à ce sujet.

### Histoire scientifique
En 1995 G. Taubes  et Jacoby & d'Arrigoe  ont identifié ce problème lors d’études faites en Alaska. Trois ans plus tard (en février 1998) Keith Briffa, spécialiste de la dendrochronologie, montrait que ce problème était autant plus répandu qu’on se rapproche des pôles, alertant sur l'importance de tenir compte de cette exception, pour ne pas se tromper dans l'estimation des températures du passé récent par la dendroclimatologie (qui est l’un des moyens utilisé pour reconstruire les paléoclimats des périodes « pré-instrumentales »). 
Les évaluations faites à partir des cernes du bois sont cohérentes avec d'autres sources de données sur les températures passées pour la période 1600-1950, mais avant 1600 l'incertitude liée aux reconstructions de température augmente en raison de la rareté relative des ensembles de données et de leur distribution géographique plus limitée.
Récemment la marge d’incertitude a même été jugées trop grande pour qu'on puisse savoir si l’enregistrement de cernes d’arbres dans les régions circumpolaires très froides diffèrent des autres approximations faites dans les mêmes périodes.

### Pistes d'explication à cette anomalie
Des études plus récentes suggèrent que cette « divergence » a des causes anthropiques, c’est-à-dire résultant des activités humaines, ce qui expliquerait aussi qu’elle se limite au passé récent. Il est important de comprendre les causes de ce phénomène car l'utilisation sans précaution d'indications dendroclimatologiques provenant  des régions touchées par cette anomalie de divergence peut conduire à une fausse estimation des températures passées, et par suite à minimiser la tendance actuelle au réchauffement.
À ce jour, il semble que cette divergence résulte des effets écologiques d’une autre variable (hydroclimatique) importante pour les forêts modernes de l’hémisphère nord, mais qui était restée non significative jusqu’aux années 1950. 
- Rosanne D'Arrigo (chercheuse au Tree Ring Lab de l'Observatoire de la Terre Lamont-Doherty de l'Université Columbia) a posé l’hypothèse qu' "au-delà d'un certain seuil de température, les arbres risquent d'être plus stressés physiologiquement, en particulier lors d'années plus sèches '(à de telles latitudes, les effets d'un stress, notamment hydrique, peuvent être exacerbés ; et si l’eau et l’humidité n'augmentent pas temporellement aussi vite que la température, la croissance des arbres, voire leur santé peuvent être affectées). Les images satellitales évoquent de tels stress, avec fréquemment "des signes de roussissement de la végétation nordique en dépit du réchauffement récent"[14].
- Les arbres pourraient aussi souffrir de l’acidification des pluies
- Les arbres de l'Arctique souffrent aussi de la fonte du pergélisol (qui libère par exemple du méthane et du mercure (économique) et déstabilise l’enracinement et la stabilité des grands arbres).
- dans ces zones géoclimatiques limites (été polaire caractérisé par le soleil de minuit), la réponse au réchauffement climatique rapide récent pourrait être retardée ou non linéaire, par exemple en raison de dates de fonte plus précoces, de changements dans la saisonnalité, de pullulations plus fréquentes.
- des aérosols atmosphériques pourraient aussi être en vue[10].
- En 2012, Brienen et al. ont proposé que le problème de la divergence soit en grande partie dû à l'échantillonnage de grands arbres vivants[15]).
- On a montré que le castor et ses barrages peuvent très fortement atténuer les stress hydriques induits par le réchauffement arctique grâce à une meilleure conservation de l'eau de fonte de neige et des tourbières qui jouent un rôle d'éponge profitable à des micro-climats plus cléments pour les arbres[16],[17], mais les populations de castor américain et eurasien ont été l'une des proies favorites des trappeurs et ont beaucoup régressé au XXe siècle. Il reste dans le grand nord canadien moins de 10 % des castors encore présents avant l’arrivée des colons européens[18]. Leurs barrages sont donc beaucoup moins présents[18]. Or dans les zones protégées il est courant de trouver des fréquences de 8,6 à 16 barrages par km de rivière (par exemple au Québec en la limite nord de la région du golfe du Saint-Laurent), et même plus de 5 barrages par 200 m de rivière dans le Waterton-Glacier International Peace Park, comme l’ont montré Naiman & al; en 1988, (cités par les travaux de David R Butler sur la capacité du castor à  construire et entretenir de vastes zones humides et à remodeler les paysages grâce à ses barrages)[18]. En été la flore polaire est exposée au soleil de minuit, période durant laquelle elle a un métabolisme estival qui nécessite plus d’eau. Là où le castor régresse le stress hydrique estival augmente, de même que le risque d’incendie. Les études de ce type ont surtout concerné le Castor canadien, mais les chercheurs considèrent que les effets positifs des barrages sur l'environnement concernent aussi le Castor européen (là où il fait des barrages)[19],[20],[21] même si les barrages canadiens sont souvent plus imposants.